# Dureza (psicología)

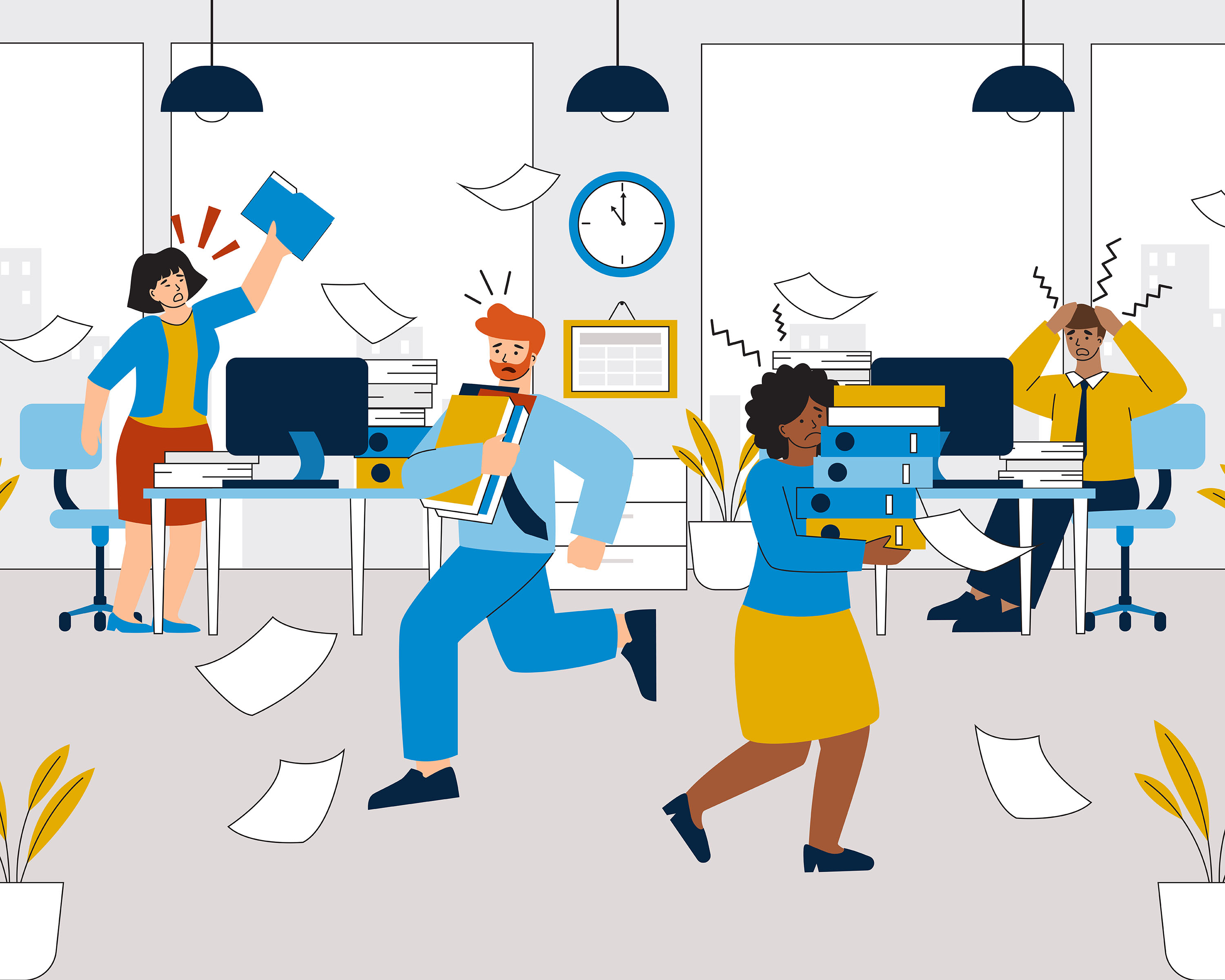
Situación de estrés. Las personas con alta dureza psicológica pueden soportar un elevado grado de estrés sin enfermar.

La dureza psicológica (psychological hardiness), también conocida como fortaleza de la personalidad (personality hardiness) o dureza cognitiva (cognitive hardiness) en la literatura académica, es un estilo de personalidad que describió por primera vez Suzanne C. Kobasa en 1979. Kobasa explicó un patrón de características de personalidad que distinguían a los gerentes y ejecutivos que, pese a estar sometidos a estrés, conservaban la salud, en comparación con aquellos que, experimentando el mismo estrés, desarrollaban afecciones. En los años siguientes se profundizó en el concepto de dureza psicológica en un libro y una serie de informes de investigación de Salvatore Maddi, Kobasa y sus estudiantes de posgrado en la Universidad de Chicago. También se la conoce como resistencia al estrés.
No debe confundirse con la fortaleza mental (mental strength o mental toughness), aunque ambos conceptos tienen puntos en común, ni con la resiliencia. La dureza psicológica tampoco debe confundirse con la dureza de corazón (una expresión de uso religiosoː rechazo a la palabra de Dios), la crueldad o la tendencia de una persona a aplicar castigos excesivos.
Ha de tenerse en cuenta que, en inglés, dureza (de un material, de un esfuerzo, etc.) se escribe hardness (de hard, duro), mientras que la dureza psicológica se escribe hardiness (quizá con influencia de la palabra francesa hardi, valiente). Hardiness se aplica solamente a personas.

## Definiciones
En las primeras investigaciones sobre la dureza psicológica, generalmente se la definía como una estructura de personalidad que funciona como un recurso para resistir situaciones estresantes. Esta estructura de la personalidad se compone de 3 disposiciones generales interrelacionadas:
- compromiso (commitment)ː tendencia a involucrarse en actividades de la vida y a tener un interés y curiosidad genuinos por el mundo que nos rodea (actividades, cosas, otras personas)
- control: tendencia a actuar como si uno pudiera influir en los acontecimientos que ocurren a su alrededor mediante sus propios esfuerzos
- reto (challenge): creencia en que el cambio, más que la estabilidad, es el modo normal de vida y proporciona oportunidades motivadoras para el Desarrollo personal en lugar de amenazas a la seguridad.[1]

Maddi describió la dureza psicológica como una combinación de 3 actitudes (compromiso, control y reto) que brindan la motivación y el coraje necesarios para transformar las circunstancias estresantes en oportunidades de crecimiento personal. PT Bartone considera la dureza psicológica como algo más global que meras actitudes; la concibe como un estilo de personalidad amplio o un modo generalizado de funcionamiento que incluye cualidades conductuales, emocionales y cognitivas. Este modo de funcionamiento afecta a la forma en que la persona con esta cualidad se ve a sí misma e interactúa con el mundo que la rodea.

## Raíces históricas
Las primeras conceptualizaciones de la dureza psicológica pueden encontrarse en el trabajo de Maddi, particularmente en sus descripciones de la identidad ideal y la personalidad premórbida. En 1967, Maddi sostuvo que los estados crónicos en que la persona piensa que a su vida le falta sentido, o se siente alienada), se estaban convirtiendo en características de la vida moderna. Al igual que otros psicólogos existencialistas antes que él, Maddi creía que esos sentimientos de apatía y aburrimiento y la incapacidad de creer en el valor e interés de las cosas en las que uno está involucrado eran causados por trastornos en la cultura y la sociedad, una mayor industrialización y poder tecnológico, y estructuras sociales más rígidamente diferenciadas en las que las identidades de las personas se definían en términos de sus roles sociales.
Maddi continuó describiendo 2 tipos de personalidad distintos, basados en cómo las personas se identifican o se ven a sí mismas. El individuo con "personalidad premórbida" o "identidad premórbida" (la personalidad no es lo mismo que la identidad, pero Maddi emplea las 2 expresiones indistintamente) se ve a sí mismo, según Maddi, en términos bastante simples, como nada más que «un actor de roles sociales y una encarnación de necesidades biológicas».: 315  El individuo con este tipo de personalidad resalta cualidades que son menos exclusivas para él en comparación con otras especies (necesidades biológicas) u otras personas (roles sociales). De acuerdo con Maddi, las personas con una personalidad premórbida pueden continuar con su vida durante mucho tiempo y sentirse ostensiblemente adecuadas y razonablemente exitosas. Sin embargo, en condiciones de estrés, pueden precipitarse hacia un estado de neurosis existencial crónica. Esta neurosis existencial se caracteriza por la creencia de su vida no tiene sentido, por sentimientos de apatía y aburrimiento y por la sensación de que las propias actividades no son elegidas.
En marcado contraste con la personalidad premórbida, se encuentra la que Maddi denomina "identidad ideal". El individuo con este tipo de personalidad, aunque sigue siendo un actor de roles sociales y una expresión de los aspectos biológicos del ser humano, también tiene una comprensión más rica y profunda de su lado psicológico único: procesos mentales como la simbolización, la imaginación y el juicio. Mientras que la personalidad premórbida acepta los roles sociales como dados, se siente impotente para influir en las acciones y simplemente intenta desempeñar estos roles lo mejor posible, la identidad ideal, a través de la expresión de su lado psicológico, no se siente impotente frente a la presión social. Esta persona puede percibir alternativas al simple juego de roles, puede cambiar de roles más fácilmente e incluso redefinir roles existentes. 
Como consecuencia de esta comprensión psicológica más profunda del yo, la identidad ideal participa activamente y se interesa por la vida, está dispuesta a actuar para influir en los acontecimientos y está interesada en nuevas experiencias y en aprender cosas nuevas.

## Mecanismos de resiliencia
La dureza psicológica se considera a menudo un factor importante en la resiliencia psicológica o un camino individual que conduce a resultados resilientes.
Un conjunto de investigaciones sugiere que la dureza psicológica tiene efectos beneficiosos y amortigua el efecto perjudicial del estrés sobre la salud y el rendimiento. Aunque los primeros estudios se hicieron casi exclusivamente sobre ejecutivos varones, a lo largo de los años este efecto amortiguador se ha demostrado en una gran variedad de profesiones, incluidos militares, profesores y personal universitario,bomberos y estudiantes.Sin embargo, no todas las investigaciones han demostrado tales efectos amortiguadores y existe un debate sobre si los efectos de la dureza psicológica son interactivos con los niveles de estrés, o básicamente independientes.
La dureza psicológica parece conferir resiliencia mediante una combinación de procesos biofísicos y mecanismos cognitivos y conductuales. Simplificando mucho, a medida que se intensifican las circunstancias estresantes externas, también lo hace el estrés físico y mental experimentado por la persona. Si este estrés experimentado es suficientemente intenso y prolongado, son más probables los fallos en la salud de la persona y su rendimiento. El individuo con dureza psicológica modera este proceso empleando estrategias de afrontamiento mental y conductual eficaces, generando y utilizando apoyo social, y participando en prácticas eficaces de autocuidado y salud.

### Evaluaciones cognitivas
Según Kobasa, las personas con alta dureza psicológica tienden a poner las circunstancias estresantes en perspectiva y a interpretarlas como menos amenazantes. Como consecuencia de estas valoraciones optimistas, se reduce el impacto de estas circunstancias en estas personas, y es menos probable que su salud se vea perjudicada. 
Las investigaciones sobre factores estresantes autoinformados, experiencias estresantes de la vida real y estrés inducido en laboratorio respaldan esta afirmación. Por ejemplo, en dos estudios participaron cadetes militares que se sometieron a un entrenamiento estresante y se descubrió que los cadetes que obtuvieron puntuaciones altas en dureza psicológica evaluaron el entrenamiento de combate en términos menos amenazantes y, al mismo tiempo, se vieron a sí mismos como más capaces de afrontar el entrenamiento.

### Afrontamiento conductual
El estilo de afrontamiento más comúnmente asociado con la dureza psicológica es el afrontamiento transformacional, que convierte los acontecimientos estresantes en otros que lo son menos.A escala cognitiva, esto implica emplazar el acontecimiento en una perspectiva más amplia, donde no parezca tan terrible. A escala de acción, se cree que las personas con alto nivel de dureza psicológica reaccionan a los eventos estresantes incrementando su interacción con ellos, tratando de convertirlos en una ventaja y una oportunidad de crecimiento. En este proceso llegan a comprenderlos mejor. 
En apoyo de esta idea, 2 estudios demostraron que los efectos de la dureza psicológica sobre los síntomas de una enfermedad estaban parcialmente mediados por la relación positiva de esta dureza con las estrategias de afrontamiento presumiblemente beneficiosas y la relación negativa con las presumiblemente dañinas.

### Recursos sociales y conductas promotoras de la salud
El afrontamiento transformacional también puede incluir conductas que promuevan la salud y la utilización de recursos sociales. Un estudio mostró que, en relación con el estrés en el trabajo, el apoyo del jefe, pero no el apoyo del hogar, promovía la salud entre los ejecutivos que presentaban dureza psicológica.Para aquellos que no la presentaban, el apoyo del jefe no promovió la salud y el apoyo familiar la empeoró. Estos resultados sugieren que las personas psicológicamente duras saben qué tipo de apoyo utilizar en una situación determinada. Otro estudio halló evidencias de un efecto indirecto de la dureza psicológica a través del apoyo social a veteranos estadounidenses de la Guerra de Vietnam con síndrome de estrés postraumático.
Aunque varios estudios encontraron que la dureza psicológica estaba relacionada con el buen uso de los recursos sociales, otros estudios no respaldaron esta idea y hallaron, en cambio, que los 2 conceptos contribuían independientemente a los resultados positivos para la salud.

### Biofisiología
La dureza psicológica parece estar relacionada con diferencias en la excitación fisiológica. Ayuda a disminuir la cantidad de eventos estresantes que producen excitación en el sistema nervioso simpático. Cuando se realizan estudios, los participantes que obtienen una puntuación alta en dureza psicológica muestran una reactividad cardiovascular menor en respuesta al estrés.
Otro estudio examinó la eficacia funcional de las células inmunes en participantes de alta y baja dureza psicológica.Se cultivaron in vitro células de estos participantes y se las expuso a la misma cantidad de microorganismos invasores (antígenos y mitógenos —que estimulan la división celular—). Se estudió entonces la proliferación de linfocitos en respuesta a estos microorganismos, un proceso que se cree imita la serie de eventos que ocurren in vivo. Pues bien, proliferaron significativamente más los linfocitos de los participantes psicológicamente duros.
También se han estudiado las relaciones entre la dureza psicológica y las variaciones en los niveles de colesterol y hormonas. Bartone y asociadosse centraron en un perfil lipídico completo que incluía lipoproteínas de alta densidad, generalmente consideradas un tipo de colesterol beneficioso (colesterol "bueno", HDL).Su estudio mostró que los participantes psicológicamente duros tenían más del doble de probabilidades de tener niveles altos de lipoproteína de alta densidad comparados con los psicológicamente "blandos". Aunque la dureza psicológica podría estar relacionada con niveles más bajos de cortisol, la “hormona del estrés”,uno de los pocos estudios que investigó esto halló que una mayor dureza psicológica estaba asociada con niveles más altos de cortisol en sangre.

## Medición
Varios instrumentos miden la resistencia. Las más utilizadas son la Encuesta de Opiniones Personales,  la Escala de Resiliencia Disposicional,  y la Escala de Resistencia Cognitiva.  Se han diseñado otras escalas basadas en la teoría de la resistencia para medir la resistencia en contextos específicos y en poblaciones especiales, por ejemplo, en el duelo parental y entre los enfermos crónicos. 
Como muchas variables de la personalidad, las mediciones de la dureza psicológica en una población amplia arrojan un resultado continuoː hay personas con mucha, otras con poca, y la mayoría se sitúan en medio. Dadas muestras suficientemente grandes, la distribución de las durezas medidas se aproxima a una distribución normal (la conocida campana de Gauss).

## Similitudes con otros constructos
La dureza psicológica presenta similitudes con otros constructos sobre la personalidad. Entre ellos pueden citarse el locus de control, el sentido de coherencia (SOC ), la autoeficacia, y el optimismo disposicional. A pesar de sus enfoques teóricos muy diferentes (la dureza psicológica surgió de la psicología y la filosofía existenciales —ver Existencialismo— y el SOC tiene sus raíces en la sociología, mientras que el locus de control, la autoeficacia y el optimismo disposicional se basan en una perspectiva cognitiva social/de aprendizaje), existen algunas similitudes sorprendentes. Las personas con un SOC fuerte perciben la vida como comprensible, cognitivamente significativa y manejable. Tienen mayor probabilidad de adaptarse a situaciones exigentes y pueden afrontar con éxito duros aconteceres vitales. 
Tanto el SOC como la dimensión de compromiso de la dureza psicológica hacen hincapié en la capacidad de la persona para sentirse profundamente involucrada en los aspectos de su vida. Además, tanto el SOC como el locus de control resaltan los recursos personales para afrontar las demandas de las situaciones estresantes. La diferencia más notable entre el SOC y la dureza psicológica es la dimensión del reto: el primero resalta la estabilidad, mientras que la segunda "cabalga" sobre el cambio.
La dureza psicológica y los otros constructos resaltan de alguna forma el comportamiento orientado a objetivos. Por ejemplo, de acuerdo con la teoría del optimismo disposicional, lo que esperamos que sean los resultados de nuestro comportamiento ayuda a determinar si respondemos a la adversidad continuando nuestros esfuerzos o desvinculándonos. Mantener una actitud positiva conduce a un esfuerzo continuo para alcanzar una meta, mientras que las expectativas negativas sobre el futuro llevan a rendirse. Similarmente, en los textos de Bandura sobre la autoeficacia, lo que creemos sobre nuestra capacidad para hacer lo necesario en situaciones futuras influye considerablemente en las situaciones que buscamos y los objetivos que establecemos.